# Zophorame simoni
Zophorame simoni är en spindelart som beskrevs av Raven 1990. Zophorame simoni ingår i släktet Zophorame och familjen Barychelidae.
Artens utbredningsområde är Queensland. Inga underarter finns listade i Catalogue of Life.